# Jewhen Pyszkow
Jewhen Ihorowycz Pyszkow (ukr. Євген Ігорович Пишков ;ur. 2 listopada 1987) – ukraiński zapaśnik startujący w stylu klasycznym. Zajął 22 miejsce na mistrzostwach świata w 2017. Ósmy na mistrzostwach Europy w 2017. Siódmy w Pucharze Świata w 2016. Brązowy medalista na wojskowych MŚ w 2013 roku.